# 萧履堂
萧履堂，福建建阳人，清朝政治人物。监生出身。
萧履堂曾于1777年接替张履观任娄县知县一职，1777年由张履观接任。